# バビロン計画

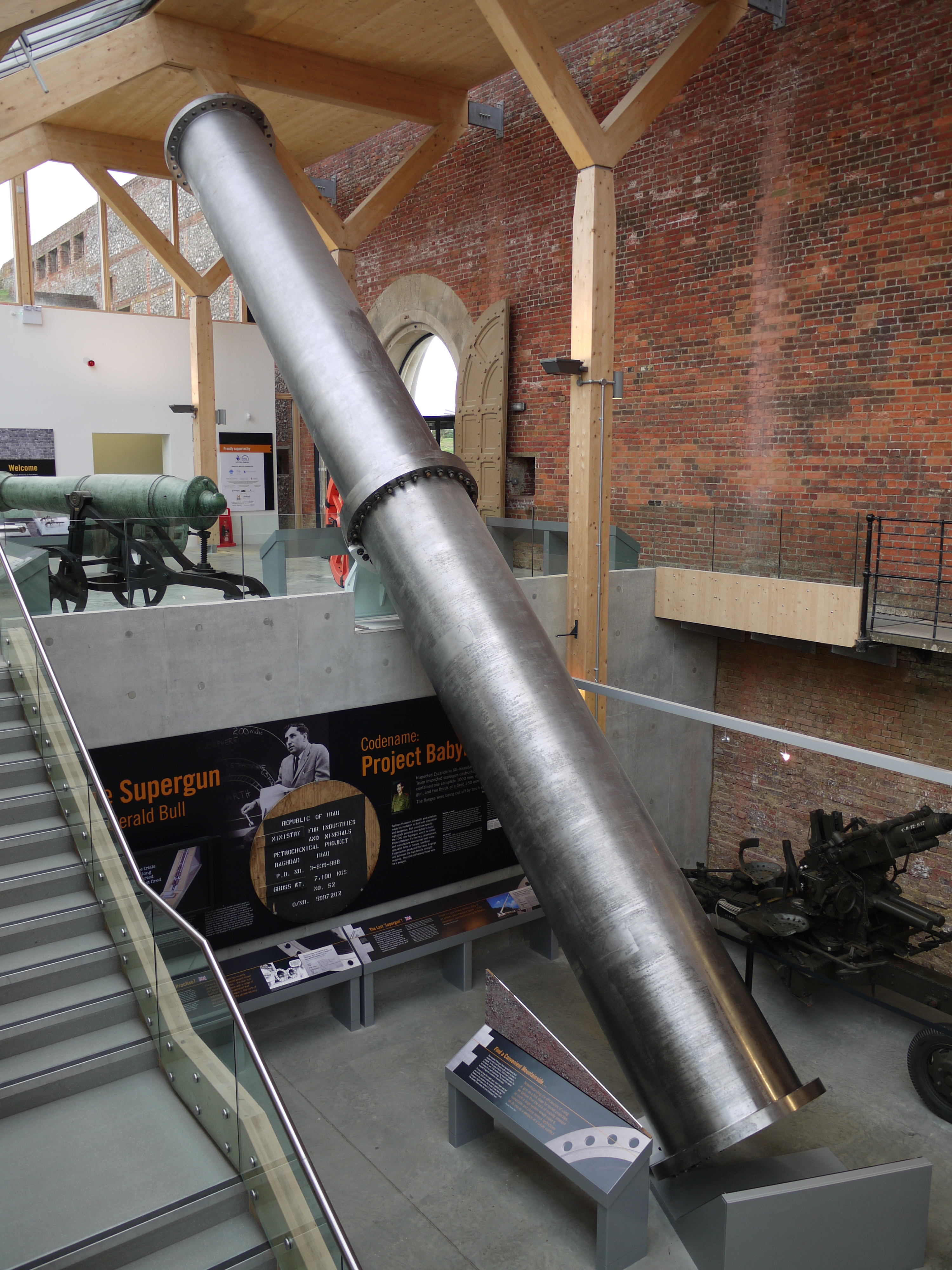
ポーツマスのフォートネルソンにあるRoyal Armouriesで、ボルトで固定されたBig Babylonの2つのセクション。

バビロン計画（バビロンけいかく）とは、イラク大統領だったサッダーム・フセインが資金援助する形で、研究者のジェラルド・ブルが進めた宇宙銃(space gun)製造計画。一連の「スーパーガン」の製造および実験計画である。途中で頓挫し最終的な実現はしなかった。
設計は、カナダの砲兵専門家ジェラルド・ブルが率いた1960年代のプロジェクトHARPの研究に基づいていた。このプログラムには、後述の通り4種類の装置があった可能性が高い。
1988年に始まったこのプロジェクトは、1990年にブルが暗殺され、パイプライン用などと偽装されていたスーパーガンの種々の部品がヨーロッパ各地を輸送中に押収されたため、中断された。イラクに残っていた部品は、1991年の湾岸戦争後、国際連合によって破壊された。

## 主要部品

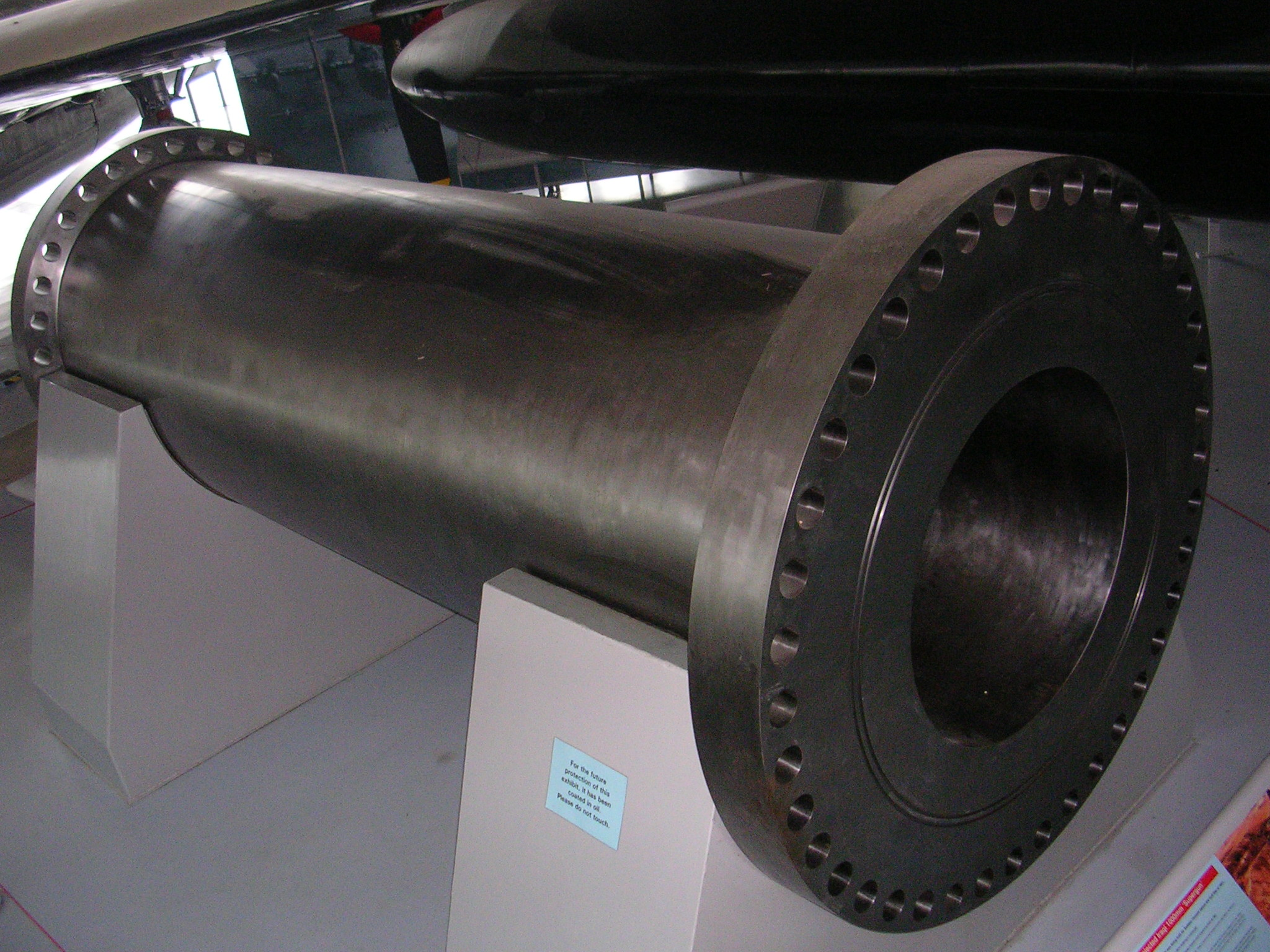
イラクの「スーパーガン」の断面（Imperial War Museum Duxfordより）

### ベビー・バビロン（1次試作品）
これらのスーパーガンのうち、最初の「ベイビー・バビロン」は水平に設置された装置で、試験目的の試作品だった。口径350mm、砲身長46m、重さ102トンである 。鉛の弾丸でテストを行った後、この砲は45度の角度で丘の中腹に設置された。射程は750kmと予想されていた。その質量は、第二次世界大戦中のドイツの「大口径砲」のいくつかに似ていたが、移動兵器として設計されていなかったため、イスラエルでは安全保障上のリスクとは見なされていなかった。

### ビッグ・バビロン（2次および3次試作品）
2番目のスーパーガン「ビッグ・バビロン」は、2丁が計画され（1丁は少なくとも試験的に水平に設置される）、より大きなものだった。砲身の長さは156メートル、口径は1メートルである。当初は鋼鉄製のフレームからケーブルで吊るす予定であったため、先端部の高さは100メートルを超えていたことが推察される。完成品の重量は約2,100トン（砲身のみ1,655トン）。これは、HARP計画以来のブルのテーマである軌道上への投射を目的とした宇宙銃であった。しかし、いずれも角度調節や回転ができないため、発射された弾丸を目標に導く終末誘導装置でもない限り、直接的な軍事目的には使えないデバイスであった 。
ビッグ・バビロンは人工衛星の打ち上げと兵器の両方を目的としていた可能性があるが、後者の役割で通常の投射物を発射する能力は非常に限られていた可能性が高い。なぜなら、照準を合わせることができないことに加え、発射速度が遅く、発射すると使用する大量の火薬由来の非常に顕著な砲火の残渣である「シグネチャー」が発生し、その場所がわかってしまう。また、移動ができないため、1944年にイギリス空軍が破壊したドイツのV3 15センチ高圧ポンプ砲と同じような弱点があった。また、イラクはすでにスカッドミサイルを保有しており、時代遅れのスーパーガン技術よりはるかに効果的であったと推察される。しかし、この砲は機能していれば、当時イラクが使用していたスカッドミサイルよりも射程が長かった。

### 次期計画（4次試作品）
また、昇降や方位調節が可能な超大型の大砲も計画された。最初のものは口径350mm（13.8インチ）、砲身長約30m（100フィート）で、射程は最大1000km（約625マイル）と予想され、イスラエルやイラン中部はイラクの砲撃に十分耐えうる範囲になる。

## 成果および顛末
銃身や銃床の金属管は、サウスヨークシャーのシェフィールド・フォージマスターズ社やハレソウェン社のウォルター・サマーズ社など、イギリス国内の企業から購入された。ブリーチやリコイル機構などの部品は、ドイツ、フランス、スペイン、スイス、イタリアの企業に発注された。ベビーバビロンが完成し、試射を行ったところ、銃身セグメント間のシールに問題があることが判明した。この問題が解決されつつあった1990年3月、イスラエル諜報特務庁（モサド）によると思われるブルの暗殺が実行され、プロジェクトは中断となった。
「ビッグ・バビロン」の銃身のほとんどは、当初予定されていた鉄骨のフレームからケーブルで吊り下げるのではなく、丘の斜面に掘られた場所に搬入され、そこで組み立てられていた。結局、完成せずビッグバビロンの建設途中で計画は終了した。
1990年4月初旬、イギリスの税関職員が、「石油化学圧力容器」に偽装された第2ビッグ・バビロンの樽状の部品のいくつかを押収した。部品はティースポート埠頭で押収された。さらに多くの部品が、トラックでイラクに輸送中のギリシャとトルコで押収された。ビッグ・バビロンのスライドベアリングなど、その他の部品はスペインとスイスの製造元で押収された。
1991年の湾岸戦争後、イラク側はバビロン計画の存在を認め、軍縮の一環として国連査察団がイラクで設備を破壊することを許可することとなった。
イギリスの税関職員によって押収されたいくつかの銃身の一部は、ポーツマスのフォートネルソンにあるRoyal Armouriesに展示されている。別の部品は、2016年までロンドンのウリッジにある王立砲兵博物館で展示されていた。

## 関連したメディア
プロジェクト・バビロンの出来事は、1994年にHBOで公開された映画『Doomsday Gun』（主演：フランク・ランジェラ、助演：ケヴィン・スペイシー、アラン・アーキン、クライヴ・オーウェン）や、フレデリック・フォーサイスの小説『神の拳』がドラマ化されている。
レイモンド・ベンソンがデイビッド・マイケルズのペンネームで書いた小説『スプリンターセル』では、新型スーパーガン "バビロン・フェニックス" を開発し発射に成功したプロジェクト・バビロンとジェラルド・ブルを物語の敵役として言及している。
ルイーズ・ペニーの小説『Nature of the Beast』も、ジェラルド・ブルとバビロン計画の物語を軸に展開されている。
バビロン計画は、タイトルキャラクターがジェラルド・ブルで、架空の人物を暗殺する漫画『ゴルゴ13』のストーリー「アムシャラの銃」のインスピレーションにもなっている。
ゲーム『デザートストームII』では、バビロン砲が最終ミッションの目的地となっていた。

## Notes
1. 1 2  Lowther, William (1991). Arms and the Man: Dr. Gerald Bull, Iraq and the Supergun. Presidio. p. 187. ISBN 0-89141-438-X
2. ↑  “Encyclopedia Astronautica Index: 1”. www.astronautix.com. 2010年11月19日時点のオリジナルよりアーカイブ。 Template:Cite webの呼び出しエラー：引数 accessdate は必須です。
3. ↑  Lapidos (2009年7月14日). “Are Assassinations Ever Legal?”. Slate Magazine. 2009年7月15日閲覧。